# 砂防・急傾斜管理技術者
砂防・急傾斜管理技術者（さぼうきゅうけいしゃかんりぎじゅつしゃ）は、公益社団法人砂防学会が認定する資格。

## 概要
国土交通省により、公共工事に関する調査及び設計等の品質確保に資する技術者資格に登録されている。

## 受験資格
7年以上の実務経験。うち2年以上の指導監督的実務経験。

## 資格取得の流れ
- 1次試験：筆記試験（札幌、盛岡、東京、名古屋、京都、福岡）
- 2次試験：口述試験（札幌、東京、京都、福岡）
- 登録

## 関連資格
- 地すべり防止工事士